# Robert Kempiński (żużlowiec)
Robert Kempiński (ur. 31 października 1972) – polski żużlowiec.
Wychowanek GKM-u Grudziądz. Licencję żużlową zdobył w 1989 roku. W kwietniu 2007 oficjalnie zakończył karierę sportową. W latach 2008–2020 zajmował posadę trenera w GTŻ Grudziądz. Od sezonu 2021 został asystentem trenera Janusza Ślączki.

## Kluby

### w Polsce
- 1989–1998 - GKM Grudziądz
- 1999–2000 - Wybrzeże Gdańsk
- 2001–2002 - GKM Grudziądz
- 2003–2007 - GTM Grudziądz
- 2008–2020 - GTM Grudziądz jako trener

## Sukcesy

### Młodzieżowe Drużynowe Mistrzostwa Polski
- 1991 – 2. miejsce (Grudziądz)

### Młodzieżowe Indywidualne Mistrzostwa Polski
- 1992 – 10. miejsce (Tarnów)

### Młodzieżowe Mistrzostwa Polski Par Klubowych
- 1991 – 5. miejsce (Gorzów)

### Mistrzostwa Polski Par Klubowych
- 1993 – 6. miejsce (Grudziądz)
- 1997 – 6. miejsce (Bydgoszcz)

### Indywidualne Mistrzostwa Polski
- 1993 – 16. miejsce (Bydgoszcz)

### Brązowy Kask
- 1991 – 14. miejsce

### Srebrny Kask
- 1993 – 4. miejsce (Machowa)

### Złoty Kask
- 1995 – rezerwowy w finale (Wrocław)

### Drużynowy Puchar Polski
- 1999 – 1. miejsce (Toruń)